# Gibsonton
Gibsonton är en ort (CDP) i Hillsborough County, i delstaten Florida, USA. Enligt United States Census Bureau har orten en folkmängd på 14 234 invånare (2010) och en landarea på 33,1 km².